# Sojoez TMA-13
Sojoez TMA-13 (Russisch: Союз ТМА-13) was een Sojoez-missie naar het International Space Station (ISS) gelanceerd door een Sojoez FG-raket. Het was een bemande missie om personeel van en naar het ISS te vervoeren. De missie begon op 12 oktober 2008 om 07:01 UTC toen het ruimtevoertuig werd gelanceerd van LC-1 op Baikonoer Kosmodroom. Het bleef aan het ISS gekoppeld als een reddingsschip. De terugkeer naar de aarde vond plaats in april 2009 toen het werd vervangen door de Sojoez TMA-14.

## Crew

### Bemanning ISS Expeditie 18
- Joeri Lontsjakov (3) Commandant -  Rusland
- Michael Fincke (2) Vluchtingenieur -  Verenigde Staten

### Wordt gelanceerd
- Richard Garriott, Ruimtetoerist -  Verenigde Staten

### Landde
- Charles Simonyi (2) Ruimtetoerist -  Verenigde Staten[3]

## Reservebemanning
- Gennady Padalka - Commandant -  Rusland
- Michael Barratt- Vluchtingenieur -  Verenigde Staten
- Nik Halik - Ruimtetoerist[4] -  Australië

## Opmerking over de bemanning
- Salizjan Sjaripov was officieel aangesteld voor deze vlucht en voor ISS Expeditie 18, maar werd vervangen door Joeri Lontsjakov.[5]